# 美・来
「美・来」（み・らい）は、1990年4月10日にリリースされた河合奈保子の33枚目のシングルである。発売元は日本コロムビア。
表題曲は「たかの友梨 BEAUTY CLINIC」のCMイメージソングとして使用された。
なお、歌番組では「美・来 ～Beauty will come～」と紹介されていた。

## 収録曲
1. 美・来 
作詞：さがらよしあき／作曲：河合奈保子／編曲：ミッキー吉野
2. Searchin' for tomorrow
作詞：さがらよしあき／作曲：河合奈保子／編曲：ミッキー吉野